# Christian Fleischer
Christian Fleischer (1713 — 21 de Março de 1768) foi um político, administrador naval e ornitólogo dinamarquês.

## Biografia
Era filho de Hermann Reinhold Fleischer (1656–1712), oriundo de uma família germânica com raízes em Elbing, Prússia Oriental, mas que falecera antes do seu nascimento. Vários dos seus tios paternos, incluindo Baltzer Fleischer, tiveram carreiras notáveis na Noruega. Christian Fleischer foi tio-avô de Palle Rømer Fleischer.
Estudou de 1730 a 1733, sendo depois contratado como tutor privado do futuro conde Ulrik Adolf Danneskjold-Samsøe, que mais tarde serviu na sua vida profissional. Foi secretário e auditor chefe na administração naval na década de 1740. Em 1754 foi nomeado membro do Collegium do Almirantado dinamarquês, sendo o único membro não aristocrata. Chefiou o departamento naval (etat) a partir de 1767 (em exercíco desde 1763) até falecer.
Também contribuiu para o estudo da linguística, escrevendo o capítulo Forsøg til Sprogets Forbedring i Henseende til enstydige og ubestemte Ord (Tentativas de aperfeiçoamento linguístico em relação a palavras intercambiáveis e vagas) da obra Sorøske Samlinger (cujo título era Samling af Skrifter til de skjønne Videnskabers og det danske Sprogs Opkomst - Colecção de escritos sobre belas letras e o surgimento da língua dinamarquesa), editada em 1765 em colaboração com Heinrich Wilhelm von Gerstenberg e Peter Kleen. Foi também colaborador do Schleswiger Litteraturbriefe(Cartas literárias de Schleswig) em 1766 e 1767. Foi amigo de Morten Thrane Brünnich, que exerceu as funções de curador da sua colecção de história natural, cuja parte ornitológica serviu de base à obra Ornithologia Borealis publicada por Brünnich em 1764.